# ميشيل أشفورد
ميشيل أشفورد (بالإنجليزية: Michelle Ashford)‏ هي منتجة أفلام وكاتبة سيناريو أمريكية، ولدت في 1960.

## وصلات خارجية
- ميشيل أشفورد على موقع IMDb (الإنجليزية)
- ميشيل أشفورد على موقع ألو سيني (الفرنسية)
- ميشيل أشفورد على موقع أول موفي (الإنجليزية)
- ميشيل أشفورد على موقع قاعدة بيانات الفيلم (الإنجليزية)
- ميشيل أشفورد على موقع كينوبويسك (الروسية)